# Jay Pritzker
Jay Arthur Pritzker (Chicago, 22 agosto 1922 – Chicago, 23 gennaio 1999) è stato un imprenditore e filantropo statunitense miliardario, noto per aver istituito il premio di architettura Pritzker, attualmente uno dei più prestigiosi del settore.

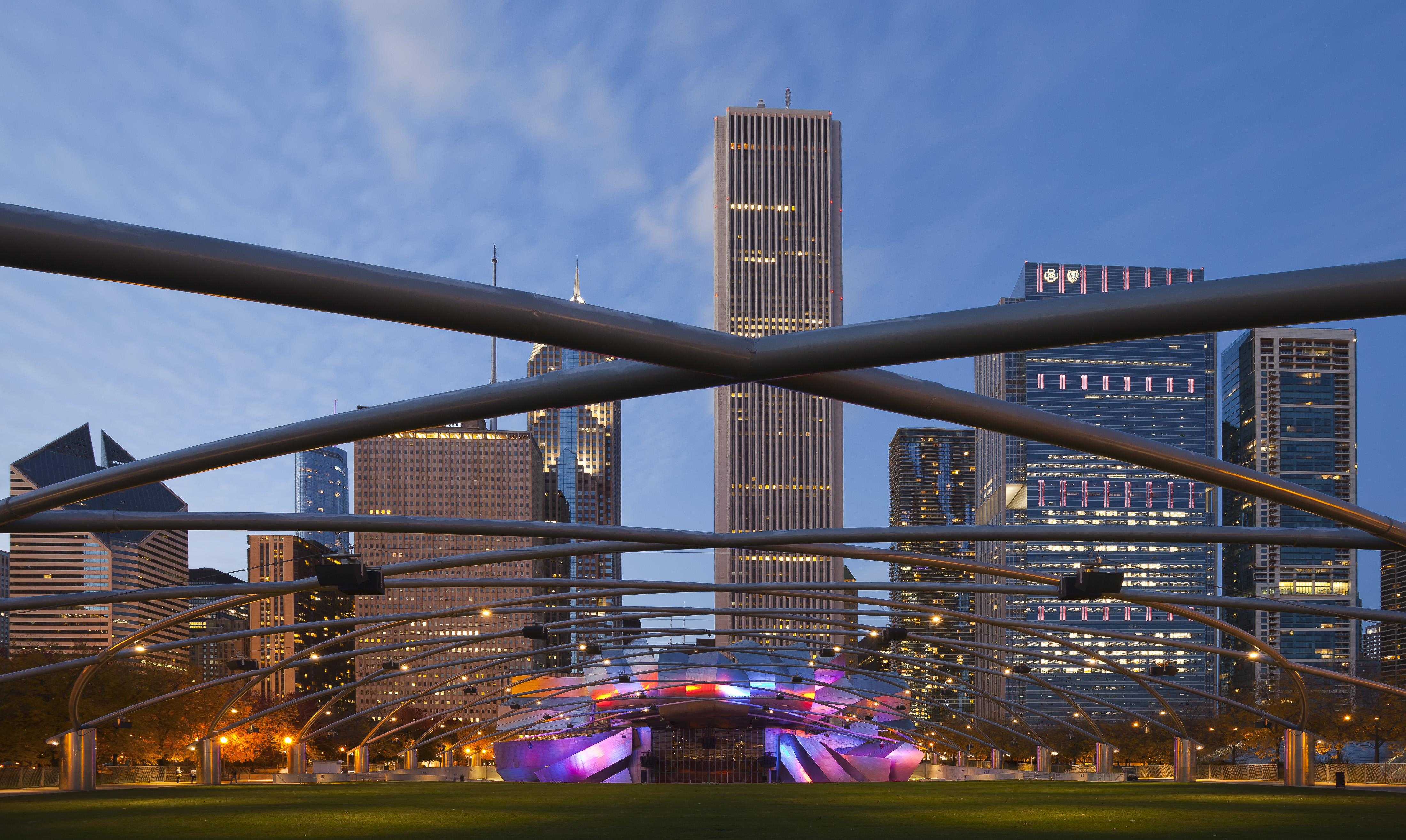
Jay Pritzker Pavilion, Chicago, Illinois, USA

Le sue fortune derivano dalla catena alberghiera Hyatt, che ha fondato a Chicago.